# Osiedle Zwierzynieckie (Świdnica)
Osiedle Zwierzynieckie – osiedle mieszkaniowe położone w zachodniej części Świdnicy.
Dawniej tereny te nazywane były Schrebergärten ponieważ znajdowały się tu ogródki działkowe. Wschodnią część Osiedla Zwierzynieckiego zajmuje Park Młodzieżowy, który do 1945 zajmowały tereny sportowe (część środkowa) oraz dwa niewielkie cmentarze w części południowo-wschodniej i rekreacyjno-parkową tzw. Riebels-Höhe. Na południe od ulicy Armii Krajowej (dawniej Armii Czerwonej, Grenadierstrasse) znajdują się tzw. Czerwone Koszary (Infanteriekaserne), zaś w zachodniej części tzw. Białe Koszary, które zajmowane były od 1945 do 1991 przez garnizon Armii Czerwonej.
Obecnie tereny powojskowe zajmują budynki użyteczności publicznej (Starostwo Powiatowe, Urząd Skarbowy, Powiatowy Urząd Pracy), a część koszar została przebudowana na cele mieszkaniowe. Wzdłuż ulicy Zwierzynieckiej znajduje się kolonia domów szeregowych wybudowana w pierwszej połowie lat 90. XX wieku.